# Orsonwelles
Orsonwelles là một chi nhện trong họ Linyphiidae.